# Tine Sundtoft
Tine Sundtoft (Lillesand, 19 april 1967) is een Noors politica. Tussen 2013 en 2015 was zij minister van Klimaat en Milieu in het kabinet-Solberg.

## Biografie
Sundtoft werd geboren in Lillesand, in de zuidelijke provincie Aust-Agder. Ze studeerde economie aan de Handelshogeschool maar heeft die studie niet afgemaakt.
In 1988 werd ze lid van de gemeenteraad van Lillesand en later ook lid van de provincieraad. In 2013 werd ze benoemd tot minister, maar ze werd twee jaar later alweer ontslagen.